# Estação de Pont de l'Alma
A Estação de Pont de l'Alma - Musée du quai Branly - Jacques Chirac é uma estação ferroviária francesa da linha de Invalides, localizada no 7.º arrondissement de Paris. Aberta em 15 de abril de 1900 pela Compagnie des chemins de fer de l'Ouest, é hoje uma estação da Société nationale des chemins de fer français (SNCF). Após dois anos e meio de fechamento para sua acessibilidade, a estação voltou a ser servida pelos trens da linha C do RER desde 15 de setembro de 2019.

## Situação ferroviária
A estação de Pont de l'Alma está localizada ao norte do 7.º arrondissement de Paris, na margem esquerda do Sena. Estabelecida a uma altitude de 28,5 m, ela se situa no ponto quilométrico (PK) 1,100 da linha de Invalides.

## História
Em 1889, a Compagnie des chemins de fer de l'Ouest colocou em serviço a linha des Moulineaux, entre a Gare Saint-Lazare e a Estação de Champ de Mars, seguindo a margem esquerda do Sena a partir de Asnières. A partir de 1890, circulou uma petição nos bairros de Paris e nas municipalidades dos subúrbios ocidentais em questão para exigir a remoção das passagens de nível e o extensão da linha para os Invalides. Apenas os peticionários do bairro de Gros-Caillou, no 7.º arrondissement, se opuseram a esta extensão, argumentando que a obra causaria incômodo nesse bairro residencial da capital.
Em 13 de maio de 1893, um acordo foi assinado entre a empresa e a Prefeitura de Paris: esta última dá de graça o terreno necessário para a ampliação e a empresa promete remover passagens de nível no 15.º arrondissement. Ao contrário do que pretendia a Prefeitura, que previa a construção de um túnel, a linha foi construída em uma vala a céu aberto, e quatro novas estações foram inauguradas em 12 de abril de 1900, incluindo a de Pont de l'Alma. Todos estão equipados no mesmo modelo com um edifício para passageiros a evocar a forma de um pagode chinês, construído pelo arquiteto Juste Lisch e do qual só existe no século XXI o da atual estação de Javel.
Entre a estação da avenue de la Bourdonnais e a da Ponte de l'Alma, uma laje de concreto cobre os trilhos; ela foi finalmente desativada em 1902. Em 1920, a estação próxima à avenue de la Bourdonnais, muito próxima, foi desativada. Em 1937, ela foi demolida, e a linha foi definitivamente coberta com uma nova laje, entre a Ponte des Invalides e a de Passy; os edifícios de passageiros originais das duas estações foram então destruídos. O edifício atual foi construído em 1996.
Em 2015, segundo estimativas da SNCF, a frequência anual na estação era de 4 163 400 passageiros.
O local foi, entre 2016 e meados de 2017, "operado sob a cobertura de uma isenção para regras de segurança contra incêndio". A estação foi fechada para reformas de 15 de julho de 2017 a 14 de setembro de 2019: envolveu, entre outras remodelações (incluindo a instalação de elevadores para permitir a acessibilidade a pessoas com mobilidade reduzida), a criação de uma saída de emergência em cada plataforma.

## Serviço aos passageiros

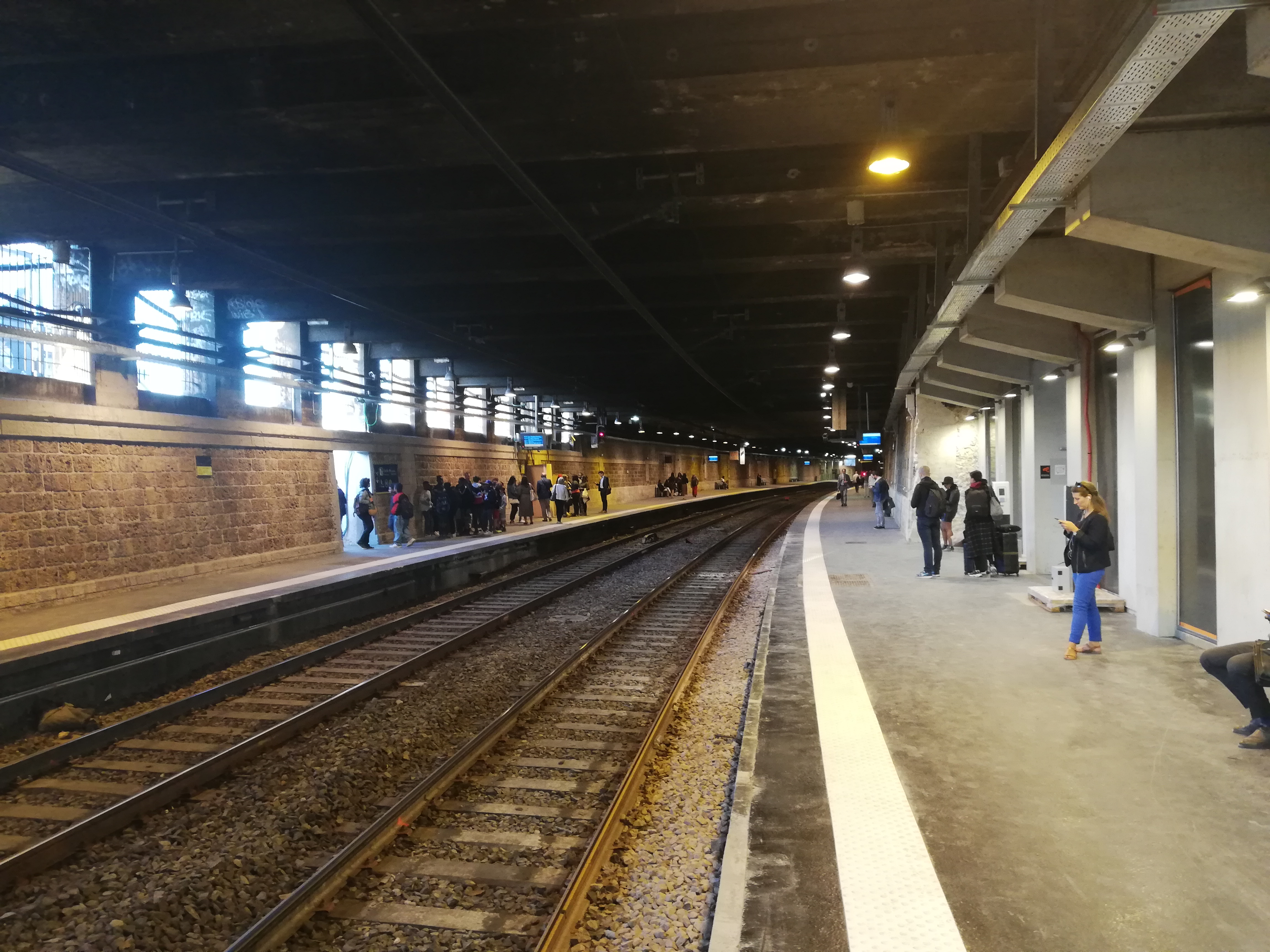
Vista geral da estação subterrânea em direção a Invalides.

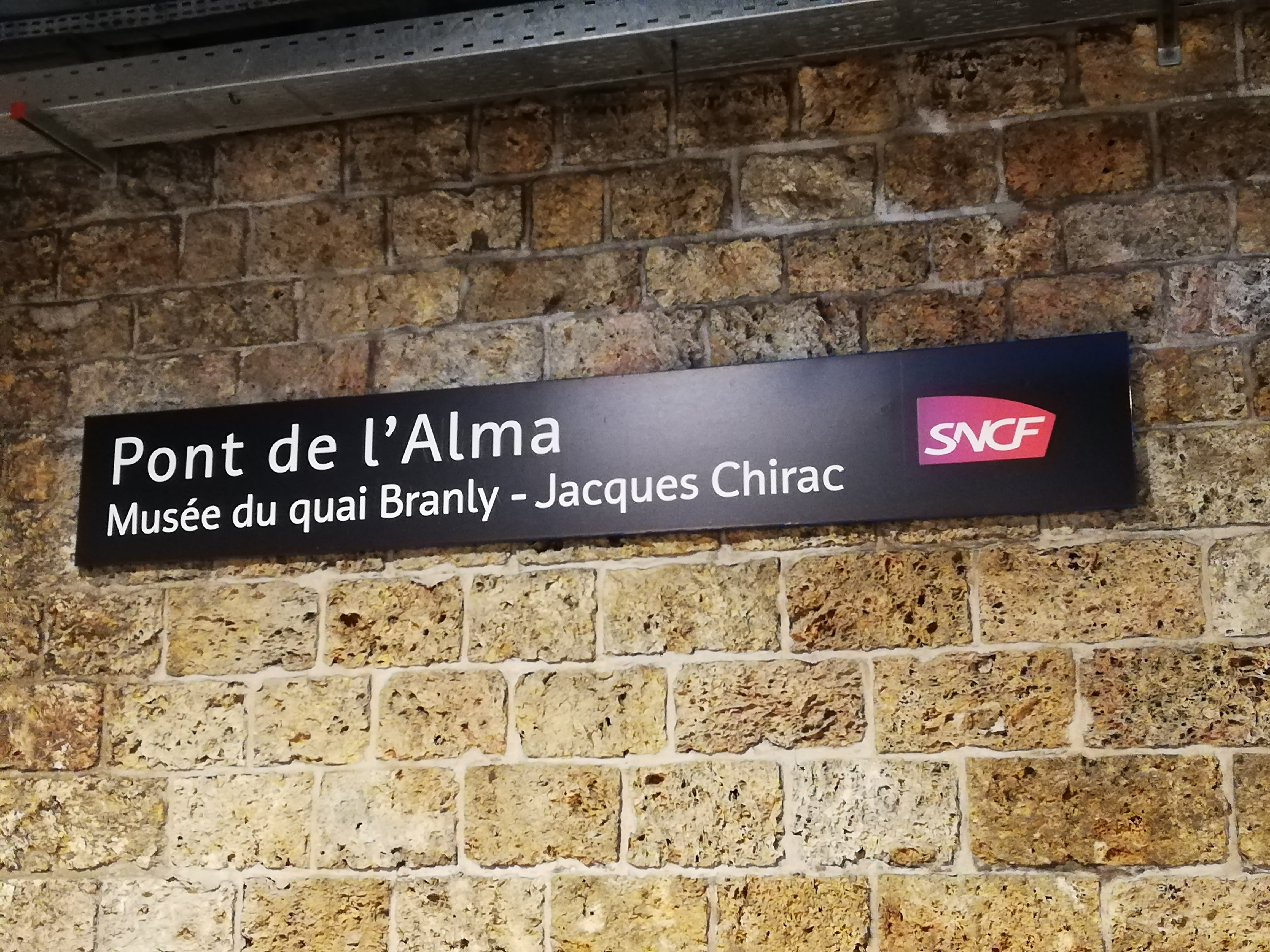
Placa de identificação com o nome da estação (setembro de 2019).

### Entrada
Em 2011, um guichê Transilien foi aberto todos os dias a partir de 4 h 40 a 0 h 25 Possui circuitos magnéticos para deficientes auditivos. Autômatos Transilien e grandes linhas também estão disponíveis.

### Ligação
Fora do período de fechamento para obras em 2017-2019, a estação é servida pela maioria dos trens da linha C do RER. Situada no trecho central da linha, a maioria dos trens param lá, exceto para algumas missões no sentido sudoeste originadas da Estação de Invalides, ou seja, a uma razão (por direção) de dez trens por hora fora do horário de pico, e vinte e quatro trens por hora durante os horários de pico.

### Intermodalidade
Atravessando a pé a Ponte de l'Alma, é possível pegar a linha 9 do metrô na estação Alma - Marceau.
Além disso, a estação é servida pelas linhas 42, 63, 72, 80 e 92 da rede de ônibus RATP.